# Fuga
Fuga (italijansko uiti oz. zbežati) je kontrapunktska - inštrumentalna, orkestralna ali zborovska - skladba za dva ali več glasov. Na začetku glasovi vstopajo zaporedoma, tako da posnemajo eden drugega in se nato na različne bolj ali manj zapletene načine povezujejo med seboj. Kanoni in rote so zgodnejše, preprostejše oblike fuge. Beseda fuga pomeni beg (tema beži med glasovi). Je monotematska (ima eno temo), oblika je polifonija.